# IFPI Tschechien
IFPI Tschechien ist ein Ableger der International Federation of the Phonographic Industry in Tschechien und repräsentiert die tschechische und slowakische Musikindustrie. Die Organisation kontrolliert Verkaufszahlen der im Land verkauften Alben und Singles, vergibt Musikauszeichnungen und überprüft Musiklizenzen.

## Verleihungsgrenzen der Tonträgerauszeichnungen
Historisch bedingt wurden Auszeichnungen vor 1993 in der Tschechoslowakei vergeben.
| Auszeichnung | 1979 bis 1991 | 1992 bis 2004 | 2005 bis 2006                            | 2007 bis 2011                            | 2012 bis 2017                            | seit 2018 a  |
| ------------ | ------------- | ------------- | ---------------------------------------- | ---------------------------------------- | ---------------------------------------- | ------------ |
| Gold         | 50.000        | 25.000        | 10.000 (national) 5.000 (international)  | 7.500 (national) 3.000 (international)   | 5.000 (national) 2.500 (international)   | 500.000 Kč   |
| Platin       | 100.000       | 50.000        | 20.000 (national) 10.000 (international) | 15.000 (national) 6.000 (international)  | 10.000 (national) 5.000 (international)  | 1.000.000 Kč |
| 2× Platin    | 200.000       | 100.000       | 40.000 (national) 20.000 (international) | 30.000 (national) 12.000 (international) | 20.000 (national) 10.000 (international) | 2.000.000 Kč |
| …            |               |               |                                          |                                          |                                          |              |

| Auszeichnung | bis 2013 | 2014–2017 | seit 2018 a |
| ------------ | -------- | --------- | ----------- |
| Gold         | 1.000    | 500       | 200.000 Kč  |
| Platin       | 2.000    | 1.000     | 400.000 Kč  |
| Diamant      | –        | 2.000     | –           |
| …            |          |           |             |